# 대한민국-키프로스 관계
대한민국과 키프로스는 1995년에 외교 관계 수립에 합의하였다. 대한민국은 1960년에 키프로스를 국가승인을 하였다. 양국은 아직 서로의 수도에 대사관을 설치하고 있지 않으며, 인접국 대사관이 겸임국 임무를 수행중이다. 대한민국에서는 주그리스 대한민국 대사관이 키프로스를 관할하며, 키프로스에서는 주중국 키프로스 대사관이 대한민국을 관할한다. 대략 20명 정도의 교민들이 키프로스에 거주 중이다.

## 연혁
- 1995년 외교관계 수립[5]

## 같이 보기
- 대한민국의 대외 관계
- 키프로스의 대외 관계